# Nemegtosaurus
Nemegtosaurus ist ein sauropoder Dinosaurier aus der Gruppe der Titanosauria, der in der Oberkreide im Gebiet der heutigen Mongolei lebte. Diese Gattung ist durch einen nahezu vollständigen Schädel bekannt, der aus dem frühen Maastrichtium der Nemegt-Formation geborgen und als Nemegtosaurus mongoliensis (Nowinski, 1971) beschrieben wurde. 
Die Verwandtschaftsbeziehungen von Nemegtosaurus waren lange kontrovers. So galt er ursprünglich als ein Dicraeosaurus ähnlicher Sauropode und wurde innerhalb der Diplodocoidea klassifiziert – weitere Studien postulierten eine Stellung als Schwestertaxon der Diplodocoidea. Jüngere Studien glauben an eine Stellung innerhalb der Titanosauria, was in einer Neubeschreibung des Fundes von Wilson (2005) bestätigt wurde.
Die Dinosaurierfauna der spätkreidezeitlichen Mongolei ist durch zahlreiche Funde von Vogelbeckendinosauriern und Theropoden bekannt, die vor allem aus der Barun-Goyot-Formation und der Djadochta-Formation stammen – zu erwähnen sind beispielsweise Protoceratops, Velociraptor und Tarbosaurus. Sauropoden sind in dieser Fauna seltener, so kennt man lediglich zwei weitere Funde aus der Nemegt-Formation: Quaesitosaurus und Opisthocoelicaudia. Quaesitosaurus ist durch einen unvollständigen Schädel bekannt und mit Nemegtosaurus nah verwandt, während Opisthocoelicaudia auf einem schädellosen Skelett basiert. Diese Funde gehören zusammen mit dem Nemegtosaurus-Schädel zu den am besten erhaltenen Sauropodenfossilien aus der späten Kreide Laurasias (der nördlichen Landmassen).

## Fund und Forschungsgeschichte

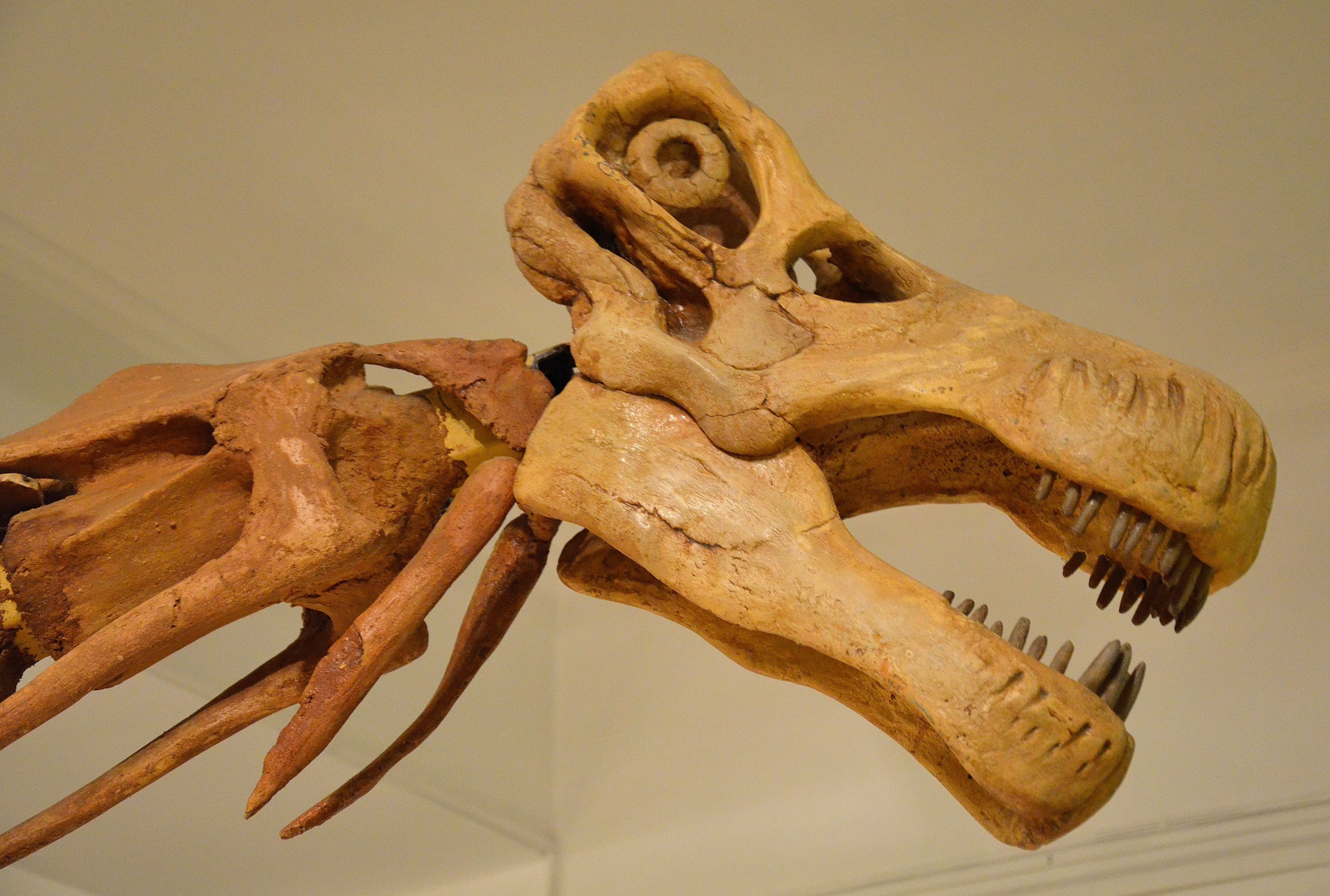
Rekonstruierter Schädel von Nemegtosaurus

Das Typ-Material (Holotyp) von Nemegtosaurus mongoliensis besteht aus einem zusammengedrückten, aber fast vollständigen Schädel (inklusive artikulierte Unterkiefer), dem lediglich Teile der Oberseite (Nasenregion) fehlen. Ursprünglich bestand der Fund aus einem einzigen Block, der jedoch in vier Teile zerlegt wurde, nachdem Präparatoren das umliegende Gestein fast vollständig entfernten. 
Es gab bisher drei Rekonstruktionsversuche (Nowinski, 1971, Salgado und Calvo, 1997, und Wilson, 2005), die sich jedoch in einigen Merkmalen widersprechen. Nach Wilson (2005) hatte der Schädel deutliche Ähnlichkeiten mit dem von Rapetosaurus. Die Nasenöffnungen waren vergrößert und befanden sich schräg über den tränenförmigen Orbitalfenstern, letztere weisen Ornamente am oberen Rand auf. Der Schädel ist verlängert und seine Oberseite fällt nach vorne hin ab. Die insgesamt etwa 52 Zähne sind dünnkronig und stiftförmig, ähnlich wie die der Diplodocoidea – Nemegtosaurus und andere Titanosaurier zeigen, dass sich dünnkronige Zähne in der Evolution der Sauropoden mindestens zweimal unabhängig voneinander entwickelt haben. Die Kiefer zeigen einen kontinuierlichen Zahnwechsel: Ersatzzähne drückten zu ersetzende, abgenutzte Zähne von unten heraus, an einigen Positionen scheinen Ersatzzähne auch neben den zu ersetzenden Zähnen aufgetaucht zu sein.
Dong (1977) beschrieb mit Nemegtosaurus pachi eine weitere Art anhand von Zähnen, die im Turpan Basin in Xinjiang, China entdeckt wurden. Diese Art gilt jedoch als Nomen dubium und die Zuordnung zu Nemegtosaurus als zweifelhaft. Wilson (2005) bemerkt, dass der Klassifikation als Nemegtosaurus die Grundlage fehlt, da das vermeintliche für diese Gattung typische  Merkmal auch bei anderen Titanosauriern vorkommt. Maryanska (2000) erwähnte einen weiteren Schädel, der evtl. zu Nemegtosaurus gehören könnte, aber noch nicht beschrieben wurde.
Wilson (1997) vermutete, dass die Überreste von Nemegtosaurus und die von Quaesitosaurus zur selben Art gehören könnten – in seiner Neubeschreibung (2005) stellte er jedoch Unterschiede fest, die eigenständige Gattungen rechtfertigen. Da von Opisthocoelicaudia kein Schädelmaterial bekannt ist, kann nicht ausgeschlossen werden, dass dieser mit Nemegtosaurus identisch ist, was schon Paul (1996) vermutete.

## Systematik
Anfänglich wurden Nemegtosaurus und Quaesitosaurus innerhalb der Dicraeosaurinae klassifiziert, aufgrund von Ähnlichkeiten im Schädelbau und der Zähne. Upchurch (1995) platzierte Nemegtosaurus in die neue Familie Nemegtosauridae, die alle Diplodocoideen umfassen sollte, die näher mit Nemegtosaurus als mit Diplodocus verwandt waren. Rogers und Forster (2001) sowie Wilson (2002) kamen jedoch zu dem Schluss, dass Nemegtosaurus innerhalb der Titanosauria anzusiedeln ist – so definierte Wilson (2005) die Nemegtosauridae neu als Gruppe von Arten, die näher mit Nemegtosaurus verwandt sind als mit Saltasaurus. Wilson zufolge gehören mindestens die Gattungen Nemegtosaurus, Quaesitosaurus und Rapetosaurus dieser Familie an.
Die Einordnung der Schädel von Nemegtosaurus und Quaesitosaurus wurde durch die generelle Seltenheit von Schädelmaterial bei Sauropoden erschwert. Besonders von Titanosauriern ist zum großen Teil nur Material des postkranialen Skeletts (des „Restskeletts“, das hinter dem Schädel folgt) bekannt, es gibt derzeit lediglich drei Schädel, die beschrieben wurden. Die Gattung Rapetosaurus (Curry Rogers und Forster, 2001) stellt den einzigen Fund dar, der fast vollständiges Schädelmaterial im Zusammenhang mit dem übrigen Skelett zeigt.